# Regiunea Savanes, Coasta de Fildeș
Regiunea Savanes este una dintre cele 19 unități administrativ-teritoriale de gradul I ale statului Coasta de Fildeș.